# Guerra Modoc
A Guerra Modoc, também chamada de Campanha Modoc foi um conflito armado entre os nativos americanos Modoc e o Exército dos Estados Unidos no sul do Oregon e norte da Califórnia em 1872 e 1873. A Guerra Modoc foi a última das Guerras Indígenas que ocorreram na Califórnia e Oregon. Eadweard Muybridge fotografou o início da campanha. O Major General Edward Canby foi morto durante uma conferência de paz, tornando-se o único general a ser morto durante as Guerras Indígenas.

## História
Kintpuash , também conhecido como Capitão Jack, liderou 52 guerreiros em um bando de mais de 150 pessoas Modoc que deixaram a Reserva Klamath. Ocupando posições defensivas ao longo dos leitos de lava ao sul do Lago Tule (no atual Monumento Nacional dos Leitos de Lava), esses poucos guerreiros resistiram por meses às forças mais numerosas do Exército dos Estados Unidos enviadas contra eles, que foram reforçadas com artilharia. Em abril de 1873, em uma reunião da comissão de paz, o capitão Jack e outros mataram o general Edward Canby e Rev. Eleazer Thomas, e feriu outros dois, acreditando erroneamente que isso encorajaria os americanos a partir. O Modoc fugiu de volta para os leitos de lava. Depois que as forças dos EUA foram reforçadas, alguns guerreiros Modoc se renderam e o capitão Jack e o último de seu bando foram capturados. Jack e cinco guerreiros foram julgados pelos assassinatos dos dois comissários de paz. Jack e três guerreiros foram executados e outros dois condenados à prisão perpétua.

Os 153 Modocs restantes da banda foram enviados para o Território Indígena (pré-estado de Oklahoma), onde foram mantidos como prisioneiros de guerra até 1909, assentados em terras de reserva com os Shawnees. Alguns naquele momento foram autorizados a retornar à Reserva Klamath em Oregon. A maioria dos Modoc (e seus descendentes) permaneceram no que se tornou o estado de Oklahoma. Eles obtiveram reconhecimento federal separado e receberam algumas terras em Oklahoma. Existem duas tribos Modoc reconhecidas pelo governo federal: em Oregon e Oklahoma.